# SC Bettembourg
El SC Bettembourg es un equipo de fútbol de Luxemburgo que juega en la división de Honor de Luxemburgo, la segunda categoría nacional.

## Historia
Fue fundado el 20 de octubre de 1927 en la ciudad de Bettembourg luego de que se fusionaran el Jeunesse Bettembourg y la sección de fútbol del Jünglingsverein Bettembourg. Al año siguiente se afilian a la Federación de Fútbol de Luxemburgo.
En 1940 el club pasa a llamarse FK Bettembourg y 14 miembros del equipo participaron en la Segunda Guerra Mundial, y al terminar la guerra retomaron el nombre original del club. En 1973 juega por primera vez en la División Nacional de Luxemburgo aunque solo estuvo una temporada.
En 2002 crean a sus secciones de divisiones menores y en 2007 nace su sección de Fútbol femenil, veteranos y de fútbol sala, la cual ya ha sido campeón de copa nacional.

## Palmarés
- División de Honor de Luxemburgo: 1

2023/24
- Primera División de Luxemburgo: 2

1995/96, 2019/20
- Segunda División de Luxemburgo: 2

2013/14, 2016/17